# Férfi 10 méteres szinkronugrás a 2009-es úszó-világbajnokságon
A férfi 10 méteres szinkronugrást a 2009-es úszó-világbajnokságon július 24-én és 25-én rendezték meg. Előbb a selejtezőt, másnap a döntőt.

## Érmesek
| Arany                      | Ezüst                                                     | Bronz                                 |
| Kína · Huo Liang · Lin Yue | Amerikai Egyesült Államok · David Boudia · Thomas Finchum | Kuba · José Guerra · Jeinkler Aguirre |

## Eredmények
Zölddel kiemelve a döntőbe jutottak
| Helyezés  | Ugró                                     | Nemzetiség | Selejtező | Selejtező | Döntő     | Döntő    |
| Helyezés  | Ugró                                     | Nemzetiség | Pont      | Helyezés  | Pont      | Helyezés |
| --------- | ---------------------------------------- | ---------- | --------- | --------- | --------- | -------- |
| Aranyérem | Huo Liang Lin Yue                        | CHN        | 480.06    | 1         | 482.58    | 1        |
| Ezüstérem | David Boudia Thomas Finchum              | USA        | 426.54    | 4         | 456.84    | 2        |
| Bronzérem | José Guerra Jeinkler Aguirre             | CUB        | 427.38    | 3         | 456.60    | 3        |
| 4         | Patrick Hausding Sascha Klein            | GER        | 447.24    | 2         | 455.76    | 4        |
| 5         | Andrea Chiarabini Francesco Dell’Uomo    | ITA        | 386.61    | 11        | 411.03    | 5        |
| 6         | Kwon Kyung-Min Cho Kwan-Hoon             | KOR        | 362.46    | 12        | 408.84    | 6        |
| 7         | Riley McCormick Reuben Ross              | CAN        | 423.72    | 5         | 406.98    | 7        |
| 8         | Iván García Germán Sánchez               | MEX        | 407.28    | 6         | 400.83    | 8        |
| 9         | Max Brick Tom Daley                      | GBR        | 396.36    | 10        | 390.36    | 9        |
| 10        | Viktor Minyibajev Ilja Zaharov           | RUS        | 405.51    | 7         | 389.91    | 10       |
| 11        | Vadzim Kaptur Aljakszandr Varlamav       | BLR        | 404.07    | 8         | 385.77    | 11       |
| 12        | Olekszandr Bondar Olekszandr Horskovozov | UKR        | 397.62    | 9         | 384.87    | 12       |
| 16.5      | H09.5                                    |            |           |           | 00:55.635 | O        |
| 13        | Rui Marinho Hugo Parisi                  | BRA        | 356.01    | 13        |           |          |
| 14        | Edickson Contreras Enrique Rojas         | VEN        | 338.91    | 14        |           |          |